# Asten (Países Baixos)
Asten é um município da província de Brabante do Norte, nos Países Baixos. Tinha 16.565 habitantes em 2014 em uma área de 71.38 km².

## Localização e economia
Asten é cerca de 10 km de Helmond e 20 km de Eindhoven. Autocarro linha 20 liga as duas cidades com botões.
Asten é o mundialmente famoso Real de Bell Foundry Eijsbouts. 1993 aqui foi o maior sino do mundo, um presente da rainha Elizabeth II. De Nova Zelândia, derramado.
Em seguida é a agricultura com aráveis e porco significativo.

## Características
No território do município de Asten é uma grande parte do Parque Nacional de Groote Peel De, um lamaçal.
Vale a pena ver é a igreja neogótica Nossa Senhora da Apresentação 1896-1898 projetado por Caspar Franssen. Na Gangorra vila é uma igreja, construída após a Segunda Guerra Mundial, que serve como um local de peregrinação para Mary. Construído em 1940 da Câmara Municipal, desenhado por Alexander Kropholler, que também projetou o original incluem Van Abbemuseum, em Eindhoven.
Asten tem uma boa variedade de lojas e que foi estendida a alguns anos atrás, com a loja de móveis complexo 'Compass' e os próximos anos será ampliada com o novo Midas Mall. O clube de futebol em Asten NWC derivado de NOAD Wilhelmina Combinação. Esta associação desempenha na temporada 2010/2011 na 1ª classe. O transporte público Asten é acessível a partir de Eindhoven e Helmond com linha Hermes 20, de ambos os lugares para conduzir a meia hora (na corrida quatro vezes por hora a partir de Eindhoven). A aldeia de Asten é cerca de 10 quilômetros de distância de Helmond e 20 km de Eindhoven.
Asten é o sino de fundição reais Eijsbouts. Em 1993, lançou o ex-maior relógio do mundo. Este relógio foi um presente da rainha Elizabeth II na Nova Zelândia. Quando Asten é proclamado sinos da aldeia. Em 2006, o Royal Eijsbouts novamente lançar o maior sino do mundo, 36,000 kg pesados com um badalo de 1.500 kg. Este relógio foi destinado a um empresário japonês que queria para decorar uma das suas férias com eles.
Além reais Eijsbouts é o Museu Nacional Carillon em Peel Village. Asten gosta de retratar-se como Sinos Village. A estátua de bronze maior que a vida do fundador do sino do século 15-Jan van Asten Smet que testifica lá durante todo o ano. Para o status de "aldeia sinos" para sublinhar manifestação anual Asten Soa como um relógio organizado. Em 2008, o festival de três dias que ocorre no fim de semana de 30 e 31 de maio e 1º de junho.
Em 23 de abril de 2012, foi anunciado que a Royal Eijsbouts pode fazer o relógio olímpico para os Jogos Olímpicos de Londres 2012. O relógio vai pesar 23 toneladas e é o maior de sempre, portanto, fabricado na Europa Ocidental.